# Gerbille champêtre
Dipodillus campestris
Espèce
Synonymes
- Dipodillus campestris (Loche, 1867)
- Gerbillus quadrimaculatus Lataste, 1882

Statut de conservation UICN

 LC  : Préoccupation mineure
Répartition géographique
La Gerbille champêtre,, Gerbille des champs ou Gerbille des rochers est une espèce qui fait partie des rongeurs. C'est une gerbille de la famille des Muridés que l'on rencontre en Afrique du Nord et au Sahara et considérée comme nuisible à l'agriculture dans certaines zones comme le Maroc.
La classification de cette espèce pose encore des questions et varie selon les auteurs : Gerbillus campestris, Dipodillus campestris, ou encore Dipodillus (Petteromys) campestris. Certaines classifications donnent que les espèces Gerbillus quadrimaculatus et  Gerbillus campestris comme étant synonymes.